# 융뷔시

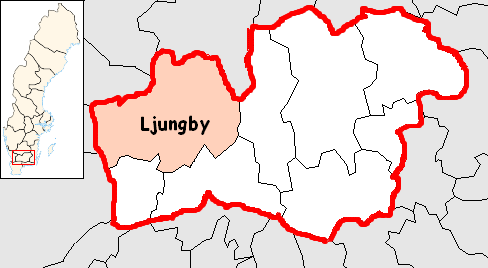
융뷔 시의 위치

융뷔시(스웨덴어: Ljungby kommun)는 스웨덴 크로노베리주에 위치한 지방 자치체로 행정 중심지는 융뷔이며 면적은 456.34km2, 인구는 8,760명(2016년 12월 31일 기준), 인구 밀도는 19명/km2이다.

시 문장